# 袁鼐臣
袁鼐臣（？—？），字調卿，號赤亭，江西南昌府豐城縣人，軍籍，明朝政治人物。

## 生平
萬曆三十一年（1603年）癸卯科江西鄉試舉人，四十四年（1616年）丙辰科三甲第一百四名進士。工部觀政，授長興縣知縣。

## 家族
曾祖袁诗。祖父袁伯嵩，知州。父袁國器。